# Кавацулит
Кавацулит — (англ. KAWAZULITE) неорганическое соединение {\displaystyle {\ce {Bi2Te2Se}}}. Проявляет свойства топологического изолятора. Открыт в 1970 г. Название происходит от японского месторождения Кавадзу.